# Coleophora similis
Coleophora similis é uma espécie de mariposa do gênero Coleophora pertencente à família Coleophoridae.